# Azorella polaris
Azorella polaris (Hombr. & Jacquinot) G.M.Plunkett & A.N.Nicolas, 2016 è una pianta appartenente alla famiglia delle Apiaceae, nota comunemente come cavolo di Macquarie, diffusa nell'omonima isola della Nuova Zelanda e nelle vicine isole degli Antipodi.
Appartiene al gruppo delle cosiddette megaerbe.

## Descrizione
La pianta misura fino a 90 cm ed oltre.
Possiede larghe foglie piegate longitudinalmente a forma di U, simili a quelle del rabarbaro.
I fiori sono color verde oliva e crescono in grappoli larghi fin a 60 cm.